# Хоминский, Станислав Фаддеевич
Станисла́в Фадде́евич Хоми́нский (4 августа 1807 года, Ольшево — 31 мая 1886 года, там же) — российский военный и государственный деятель; статский советник (1857), военный губернатор Ковенской губернии, Вологодский губернатор в 1861—1878, генерал-лейтенант.

## Биография
Родился в 1807 году в местечке Ольшево, Завилейского уезда, Литовско-Виленской губернии (ныне Мядельский район, Минская область, Республика Беларусь) в дворянской семье римско-католического вероисповедания. В 1824 году окончил Виленский университет.
С 16 июня 1826 года — прапорщик лейб-гвардии Павловского полка, которым командовал А. Ф. Арбузов.
В 1828 году — участник русско-турецкой войны, в составе главного отряда войск генерал-майора К. И. Бистрома. С 19 августа по 10 сентября 1828 года принимал участие в осаде Варны.
С 1831 года — поручик и в конце года переведён в гвардейский Генеральный штаб. В 1832 году находился в распоряжении военного министра и генерал-квартирмейстера Главного штаба А. И. Нейдгардта.
В 1834 г. в чине штабс-капитана, стал дивизионным квартирмейстером 3-й пехотной гвардейской дивизии.
Летом 1832 года приезжает на побывку на родину. Затем отправляется на учёбу в Академию Генерального штаба, где знакомится с будущим российским императором Александром II. В 1840 году в чине подполковника переведён в Генеральный штаб. В 1841 году состоял при 2-м пехотном корпусе, затем при 3-м пехотном корпусе. В 1843 году уволен в отставку по болезни и поселяется в родовом имении Ольшево (сейчас Мядельский район Минская область, Республика Беларусь). В фольварке Константиново на службу к Станиславу Хоминскому устроился комиссаром Обдон Гуринович, родной дядя белорусского поэта-демократа Адама Гуриновича.
В 1850—1854 годах его трижды избирали предводителем дворянства Свенцянского уезда. В 1857 году — статский советник.
9 сентября 1858 года встречал в Ковно императора Александра II и в тот же день произведён в генерал-майоры с зачислением по пехоте с назначением военным губернатором Ковно и Ковенским генерал-губернатором. 7 октября 1860 года встречал в Ковно наследника Цесаревича, великого князя Николая Александровича. 15 октября 1860 года встречал в Ковно императора Александра II.
С 19 сентября 1861 года — военный губернатор Вологды и Вологодский гражданский губернатор. 3 декабря 1861 года фактически приступил к своим обязанностям в Вологде. 15 декабря 1861 года утверждён вице-президентом попечительского комитета о тюрьмах. 20 января 1862 года вологодским дворянством в честь него был дан обед.
1 января 1863 года Высочайшим указом назначен в свиту Его Императорского Величества с оставлением в должности губернатора. 8 мая 1865 года по письму Вологодского городского общества купцов и мещан ему присвоено звание «Почётный гражданин города Вологды», а 9 августа 1865 года на это дано «Всемилостивейшее соизволение».
14 мая 1867 года состоялось его избрание почётным председателем Никольского благотворительного общества. Летом 1866 года Хоминский руководил борьбой с появившейся в Вологде и губернии холерой. 1 мая 1869 года Хоминский ходатайствовал перед Святейшим Синодом о переименовании одной из церквей Вологды во имя благоверного князя Александра Невского. 25 мая 1869 года церковь Николая Угодника на Извести была переосвящена во имя благоверного князя Александра Невского.
3 июля 1871 года был дан торжественный обед в честь его десятилетнего управления губернией. В 1873 году определением Правительствующего Сената он был утверждён почётным мировым судьей в Тотемском уезде.
31 марта 1874 года произведён в генерал-лейтенанты, а в августе 1874 года зачислен в Генеральный штаб. 30 января 1875 года приказом по Министерству юстиции назначен почётным мировым судьёй в Свенцянском округе, Виленской губернии. В 1877 году получил телеграмму от Александра II с благодарностью за поздравление по случаю одержанной с Божией помощью победы и взятия Плевны.
21 июля 1878 года уволен от должности Вологодского губернатора по личному прошению с причислением к министерству Внутренних дел и оставлением в Генеральном штабе. 30 июня 1878 года состоялось постановление Вологодской городской Думы о переименовании улицы Галкинской в Хоминскую. В 1882 году он был избран почётным попечителем бесплатной лечебницы для приходящих больных в Вологде. В 1885 году был уволен в запас Генерального штаба.
7 мая 1886 года скончался в своём имении Ольшево в Виленской губернии. Похоронен возле костела в соседней деревне Константиново. 12 июня 1886 года Высочайшим указом был исключён из списков.

## Владения
Имел родовое имение в местечке Ольшево Свенцянского уезда; 4045 десятин земли; 353 души крепостных крестьян (до реформы 1861 г.). Станислав Хоминский значительно расширил свое владения, выкупив у дочерей графа Адама Гюнтера — Габриелы, Иды и Матильды — владения: Нестанишки, Заболотье, Новополье, Надбережье и Добровляны.

## Память
До 1939 года в Каунасе и Свенцянах существовали улицы имени Александра Хоминского. В семейном архиве в Ольшево до 1939 года хранились письма Бисмарка к генералу Хоминскому. В «Литературном квартальнике» за 1911 год его сын, Александр Хоминский, напечатал воспоминания генерала Станислава Хоминского.

## Награды и отличия

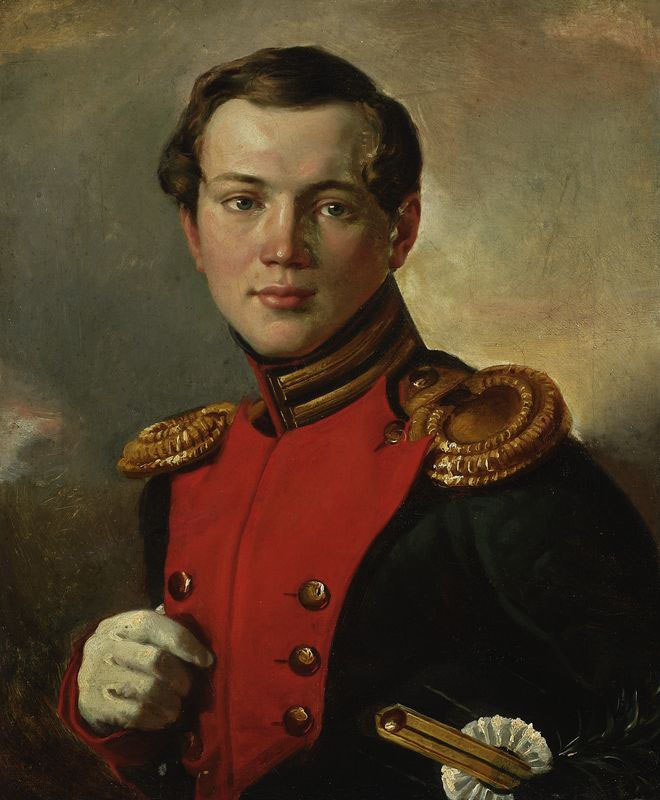
Портрет работы В. В. Ваньковича, 1824—1829 гг.

- Орден Святой Анны 4-й ст. с надписью «За храбрость» (1829)[5]
- Орден Святого Владимира 4-й ст. (1836)[5]
- Орден Святой Анны 2-й ст. (1855)[5], императорская корона к ордену (1856)[5]
- Знак отличия за XV лет беспорочной службы (1858)[5]
- Орден Святого Станислава (1860)[5]
- Орден Святой Анны 1-й ст. (31.03.1868)[6]; императорская корона к ордену (1872)[6]
- Орден Святого Владимира 2-й ст. (1875)[6]
- Орден Белого Орла (1878)[6]
- Медаль «За турецкую войну» (1829)
- Медаль «В память войны 1853—1856» на Андреевской ленте (1856)
- Медаль «За труды по освобождению крестьян» (1861)
- Высочайшее благоволение за особое попечение об интересах расположенных в губернии войск (1866)
- Орден Красного орла 2-й ст. со звездой (1860, королевство Пруссия)[6]

## Семья
Жена — Эвелина Анна Немирович-Щитт (08.06.1822 — 18.02.1904), герба «Ястржембец», римско-католического вероисповедания.
Дети:
- Елена Хоминская (1849—1836) — 15.08.1876 года вышла замуж за Александра Тадеуша Иосифа Монвид-Белозора;
- Константин Хоминский (1850-е?);
- Витольд Сигизмунд Станиславович Хоминский[7] (1850—1888);
- Мария Хоминская (1850-е?) — в 1871 году вышла замуж за Иосифа Шадурского;
- Алина Хоминская (1850-е?) — в 1880 году вышла замуж за Юлиуша Солтана;
- Иосиф Станиславович Хоминский (1850?- 1910) — ротмистр российской армии[8]. В 1900 году входил в состав совета старейшин Виленского Дворянского Клуба вместе с Иваном Степановичем Гинет-Пилсудским[9].
- Александр Станиславович Хоминский (22.08.1859 — 06.05.1936) — депутат Государственной Думы. Около 1880 года женился на Ядвиге Горват;
  - Людвиг Александрович Хоминский (01.02.1890 — 29.01.1958) — польский государственный и общественный деятель.
- Сигизмунд Станиславович Хоминский (1860—1937) — был трижды женат: на Франтишке Горват (1863—1888), Юзефе Скирмунт (1863—1899), Констанции Фокс-Потоцкой (1891—1982).
  - Артур Сигизмундович Хоминский (1888-после 1917) — русский поэт и прозаик, жил в Киеве, творчество его было заново открыто в 2000-е годы.